# 韓日合邦を要求する声明書
韓日合邦を要求する声明書（かんにちがっぽうをようきゅうするせいめいしょ）は、1909年12月4日、大韓帝国で親日団体一進会が皇帝純宗・韓国統監曾禰荒助・首相李完用に送った大韓帝国と日本の対等合併を要望する声明書である。韓日合邦建議書（かんにちがっぽうけんぎしょ）ともいう。

## 概要
1904年、韓国の政変により日本に亡命していた朝鮮官僚の宋秉畯は日露戦争で韓国駐箚軍の通訳として朝鮮に帰国し、韓国皇帝高宗により解散させられた開化派の政治団体「独立協会」残党の尹始炳と一進会を創設。一進会は韓国皇帝への忠誠ではなく日本政府の恩恵による朝鮮民族の独立を掲げたため、高宗は解散を命じたが、宋秉畯の後ろ盾である韓国駐箚軍により阻まれ、東学党の系列である孫秉熙・李容九らの合流を受けて全国規模の政治団体に成長する。1905年11月15日に佐瀬熊鉄が起草した朝鮮を日本の保護国とする提言「一進会宣言書」の発表により、日本と連携して朝鮮の復権を目的としていた孫秉熙が離脱して、日本との合邦を推進する組織として純化していった。1906年10月、李容九が日本の右翼団体「黒龍会」を率いる内田良平と会談し、日韓合邦運動が開始される。1907年5月には朴斉純内閣を弾劾する政治運動を展開し、倒閣後に成立した李完用内閣では宋秉畯が農商工部大臣に起用された。しかし、朝鮮総監の伊藤博文は日本陸軍と深い関係にある一進会に不信感を持っており、宋秉畯は大臣を更迭されて日本に亡命することとなる。
1909年10月26日、伊藤博文がハルビン駅で大韓帝国の独立運動家の安重根によって暗殺されると、李容九は同年12月4日、一進会員との連名で、韓国皇帝純宗・韓国統監曾禰荒助・首相李完用に対し声明書を提出し、これを支持する「日韓合邦ノ先決問題」を宋秉畯が提出した。
この声明書の中で、「日本は日清戦争で莫大な費用と多数の人命を費やし韓国を独立させてくれた。また日露戦争では日本の損害は甲午の二十倍を出しながらも、韓国がロシアの口に飲み込まれる肉になるのを助け、東洋全体の平和を維持した。韓国はこれに感謝もせず、あちこちの国にすがり、外交権が奪われ、保護条約に至ったのは、我々が招いたのである。第三次日韓協約（丁未条約）、ハーグ密使事件も我々が招いたのである。今後どのような危険が訪れるかも分からないが、これも我々が招いたことである。我が国の皇帝陛下と日本天皇陛下に懇願し、朝鮮人も日本人と同じ一等国民の待遇を享受して、政府と社会を発展させようではないか」と、大韓帝国政府と大日本帝国政府が新たに一つの政治機関を設立し、韓国と日本が対等合邦して一つの大帝国を作るように求めた。
李容九は日本の内田良平とともに、日本と韓国の対等な立場での合邦を希望し運動したが、実際には、この声明書の求める内容は拒否され、日本による韓国の一方的な併合（韓国の主権喪失、朝鮮半島の日本領化）となった。1910年8月22日の韓国併合条約ののち、9月12日に日本政府によって一進会解散を命じられた李容九は9月25日にこれを解散した。これは、韓国統監府が朝鮮内の政治的混乱を収拾するために朝鮮の政治結社を全面的に禁止したため、解散費用として15万円を与えられて他の政治結社と同様に解散したものである。この韓国併合によって、朝鮮王族は日本の「公族」となり、朝鮮の有力者らの一部は日本の「華族」に列せられたが、李容九は爵位を辞退し、1911年疲労により入院、1912年5月、悲嘆のうちに亡くなった。李容九は、数度にわたる朝鮮の政治改革の失敗から、両班による下層階級への搾取虐待を朝鮮人自身の力で克服することを不可能と考えており、日本との合邦によって初めてこれが実現できると信じたのである。
一方の宋秉畯は韓国併合後、日本政府から朝鮮貴族として子爵に列せられ、朝鮮総督府中枢院顧問になり、後に陞爵して伯爵となった。かれは併合後の朝鮮政治にも大きな影響を与え、合邦善後策として日本の桂太郎内閣総理大臣に資金150万円を懇請したところ、1,000万円でも差し支えなしとの回答を得て、活動に邁進したといわれる。